# Mount Olive (Carolina del Norte)
Mount Olive es un pueblo ubicado en el condado de Wayne y condado de Duplin en el estado estadounidense de Carolina del Norte. La localidad en el año 2000, tenía una población de 4.567 habitantes en una superficie de 6,5 km², con una densidad poblacional de 702,4 personas por km².

## Geografía
Mount Olive se encuentra ubicado en las coordenadas 35°11′42″N 78°4′3″O / 35.19500, -78.06750. Según la Oficina del Censo, la localidad tiene un área total de 6,5 km² (2,5 mi²), de la cual 6,5 km² (2,5 mi²) es tierra y 0 km² (0 mi²) (0.0%) es agua.

### Localidades adyacentes
El siguiente diagrama muestra a las localidades en un radio de 20 kilómetros (12,4 mi) de Mount Olive.

## Demografía
En el 2000 la renta per cápita promedia del hogar era de $23.984, y el ingreso promedio para una familia era de $31.176. El ingreso per cápita para la localidad era de $12.184. En 2000 los hombres tenían un ingreso per cápita de $26.814 contra $19.224 para las mujeres. Alrededor del 22.80% de la población estaba bajo el umbral de pobreza nacional.